# Oscar Krusnell
Oscar Krusnell, né le 17 février 1999 à Stockholm en Suède, est un footballeur suédois qui évolue au poste d'arrière gauche au FK Haugesund.

## Biographie

### En club
Né à Stockholm en Suède, Oscar Krusnell commence le football au Enskede IK (en), avant de rejoindre l'AIK Solna, où il poursuit sa formation. En 2015 il prend la direction de l'Angleterre pour signer en faveur du Sunderland AFC.
Oscar Krusnell fait son retour en Suède le 10 août 2017, signant un contrat de trois ans avec le Hammarby IF.
Il joue son premier match en professionnel avec ce club, le 21 août 2017 face au Örebro SK, découvrant par la même occasion  l'Allsvenskan, la première division suédoise. Il entre en jeu à la place de Mats Solheim et son équipe s'impose par trois buts à zéro.
En janvier 2019 il est prêté à l'IK Frej. Il découvre alors la Superettan, la deuxième division suédoise, jouant son premier match le 1er avril 2019, lors de la première journée de la saison 2019 contre le IK Brage. Il entre en jeu à la place d'André Alsanati (en) et son équipe est battue par deux buts à zéro.
Le 15 août 2019, Krusnell rejoint le Team TG FF (en) sous la forme d'un prêt jusqu'à la fin de l'année.
En janvier 2021, Oscar Krusnell rejoint l'IF Brommapojkarna. Le transfert est annoncé le 30 décembre 2020.
Le 27 février 2023, Oscar Krusnell rejoint la Norvège afin de s'engager en faveur du FK Haugesund. Il signe un contrat courant jusqu'en décembre 2026.
Il fait ainsi ses premiers pas en premières division norvégienne le 10 avril 2023, face au SK Brann, lors de la première journée de la saison 2023. Il est titularisé lors de ce match qui s'achève sur une défaite de son équipe (3-0 score final). Il marque son premier but pour Haugesund dès la deuxième journée de championnat, le 16 avril 2023 contre le Hamarkameratene, permettant à son équipe de l'emporter (3-2 score final).

### En sélection
Oscar Krusnell représente la Suède en sélection, à partir des moins de 16 ans. Il joue dix matchs avec cette équipe, tous en 2015.
Il représente ensuite l'équipe de Suède des moins de 17 ans entre 2015 et 2016, jouant également dix matchs.